# Греков, Тимофей Дмитриевич
Тимофе́й Дми́триевич Гре́ков (1770—1831) — генерал-майор русской императорской армии, отличившийся во время наполеоновских войн.

## Биография
Представитель донского полковничьего рода Грековых. Его отец Дмитрий Евдокимович и два дяди также принимали участие в войнах с Наполеоном в генеральских чинах. Военную службу начал под Очаковом в 1788 году и продолжал в Крыму, на Кубани (штурм Анапы), в Польше (Прага 1794 год), в Пруссии, в кампанию 1806—07 гг.: под Пултуском, Гейльсбергом, Прейсиш-Эйлау и Фридландом.
Награждённый за эту войну орденом Святого Георгия 4 степени и золотым оружием, Греков во время Отечественной войны 1812 года командует уже полком своего имени и отличается с ним в ряде сражений: у Романова, Молева Болота, под Смоленском, Тарутином, Малоярославцем, Борисовом, а в кампанию 1813 года берёт с налету город Гальберштадт.
Получив в командование донской казачий Атаманский полк, Греков во главе его берёт под Лейпцигом (6 октября) 22 пушки. Награждённый за этот подвиг чином генерал-майора, Греков во главе Атаманского полка 10 октября берёт город Веймар, а 3 февраля 1814 года укреплённый город Немур.
Последним боевым подвигом Грекова было участие его в сражении при Фер-Шампенуазе. После смерти тестя атамана Платова карьера Грекова прервалась. В 1819 году он был отстранён от командования Атаманским полком, а 6 апреля 1822 года уволен в отставку с мундиром. Скончался в августе 1831 года.

## Семья

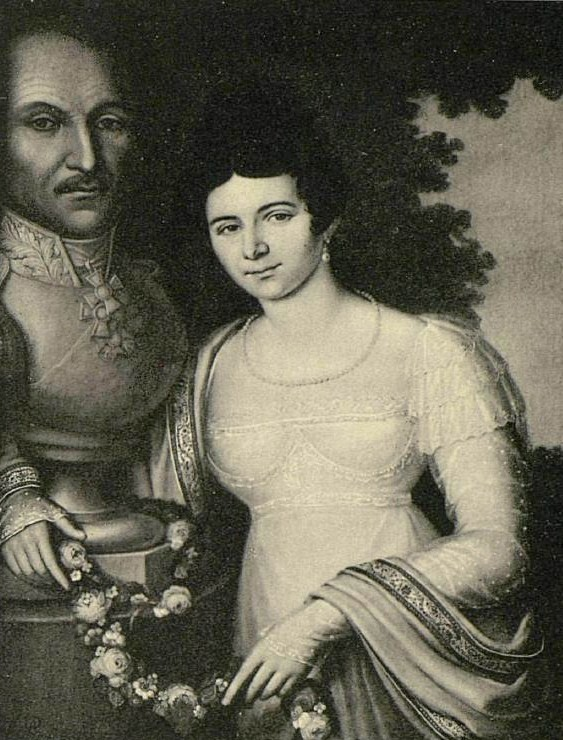
Мария Платова (1813)

Был женат на Марии Матвеевне Платовой (1789—1866), дочери донского атамана графа М. М. Платова. Считалась известной донской красавицей. Когда русская армия в 1812 году покинула Москву, согласно рассказам современников, Платов зарыдал и затем объявил всем окружающим: «Если кто, хотя бы простой казак, доставит ко мне Бонапартишку, живого или мертвого, за того выдам дочь свою, с приданым в 50 тыс. червонцев». Когда это объявление дошло до Англии, в 1814 году появился в Лондоне портрет девицы в национальном донском костюме с надписью: «Мисс Платов: по любви к отцу — отдаю руку; а по любви к отечеству — и сердце своё». Ёе именем была названа шхуна — «Miss Platoff» торгового английского флота, в её честь были сочинены два небольших музыкальных произведения.
В браке имела сына:
- Николай Тимофеевич (1823—1905), корнет гвардии лейб-казачьего полка.